# Szybcy i martwi
Szybcy i martwi (ang. The Quick and the Dead) – amerykański film fabularny (western) z 1995 roku w reżyserii Sama Raimi.

## Fabuła
Dziki Zachód. W miasteczku Redemption, rządzonym przez psychopatycznego bogacza Johna Heroda od dawna panuje bezprawie. Pewnego dnia pojawia się tam tajemnicza Ellen. Kobieta szuka zemsty na bezwzględnym Herodzie. Tymczasem on organizuje krwawy turniej strzelecki, w którym stawką jest wysoka nagroda pieniężna.

## Obsada
- Sharon Stone – Ellen
- Gene Hackman – John Herod
- Russell Crowe – Cort
- Leonardo DiCaprio – Fee Herod „The Kid”
- Tobin Bell – Dog Kelly
- Lance Henriksen – Ace Hanlon
- Keith David – sierżant Cantrell
- Mark Boone Junior – Scars
- Olivia Burnette – Katie
- Gary Sinise – Szeryf
- Sven-Ole Thorsen – Gutzon
- David Cornell – Simp Dixon
- Jerry Swindall – Ślepy chłopiec
- Roberts Blossom – Doc Wallace